# H. R. Hays
Hoffman Reynolds Hays (* 25. März 1904 in New York City; † 16. Oktober 1980 in East Hampton/New York) war ein US-amerikanischer Dramatiker, Roman- und Drehbuchautor, Lyriker und Übersetzer.

## Leben
Hays studierte an der Cornell University und an der Columbia University. In den 1930er und frühen 1940er Jahren arbeitete er als Dramatiker für das politisch engagierte Living Newspaper, einen Ableger des Federal  Theatre. Sein bekanntestes Werk hier war die Medicine Show (1940). 1937 arbeitete er mit Kurt Weill an einer musikalischen Adaption seines Schauspiels The Ballad of Davy Crockett, die jedoch nie zur Aufführung kam. Zwischen 1943 und 1955 veröffentlichte er vier Romane, darunter den Kriminalroman Lie Down in Darkness (1944), Stranger on the Highway und The Stone Knife (1947).
Für das Fernsehen schrieb Hays mehr als zwanzig Drehbücher für Filme und Serien. Er übersetzte Bertolt Brechts Mutter Courage und ihre Kinder und veröffentlichte 1943 die Anthologie 12 Spanish American Poets. Mit Übersetzungen machte er die Lyrik von Jorge Carrera Andrade, César Vallejo und Pablo Neruda in Nordamerika bekannt. 1958 erschien From Ape To Angel: A History of Anthropology, 1963 In the Beginnings, eine Studie über frühe Religionen.